# Francesca Rigotti
Francesca Rigotti (Milano, 6 febbraio 1951) è una filosofa e saggista italiana.

## Biografia
Nata e cresciuta a Milano, Francesca Rigotti ha conseguito la maturità classica al Liceo Alessandro Manzoni di Milano nel 1970 e si è laureata in Filosofia all'Università Statale di Milano, dove è stata allieva di Mario Dal Pra, Maria Assunta Del Torre e Salvatore Veca, nel 1974. Dopo aver ricevuto borse di studio presso l'Istituto Italiano per gli Studi Storici di Napoli e la Fondazione Feltrinelli di Milano, ha conseguito il dottorato in Scienze Sociali all'Istituto Universitario Europeo di Fiesole (Firenze) nel 1984. 
Trasferitasi a Gottinga (NI, Germania), è stata assistente alla cattedra di Teoria Politica di Walter Euchner dell'Università di Gottinga e ha conseguito la libera docenza (Habilitation) in Scienze politiche nel 1991. 
Dal 1991 al 1996 ha ricevuto un “Heisenberg-Stipendium” della DFG (Società tedesca della ricerca), grazie al quale ha potuto godere di un periodo di fellowship all'Università di Princeton e dal 1996 insegna come docente a contratto alla Facoltà di scienze della Comunicazione dell'Università della Svizzera italiana. Nel 2008 ha tenuto un semestre di insegnamento all'Università di Zurigo.

## Vita privata
Ha avuto quattro figli con il suo compagno di vita Detlev Schild: Claudio (1982), Anna Teresa (1984), e i gemelli Guido e Cosimo (1988).

## Premi ricevuti
- 2001 premio “Città di Chiavari”
- 2003 Primo premio  al concorso di Filosofia “Viaggio a Siracusa”
- 2008 Premio “Capalbio” di Filosofia
- 2016 “Outstanding Woman Award”
- 2020 Premio della Fondazione del Centenario della BSI[4]

## Opere

### Libri
- L'umana perfezione. Saggio sulla circolazione e diffusione dell'idea di progresso nell'Italia del primo ottocento, Bibliopolis, Napoli 1981.
- Metafore della politica, Il Mulino, Bologna 1989.
- Il potere e le sue metafore, Feltrinelli, Milano 1992
- Übers. i. Dt. Die Macht und ihre Metaphern. Über die sprachlicher Bilder der Politik,  Campus Verlag, Frankfurt 1994
- La verità retorica. Etica, conoscenza e persuasione, Feltrinelli, Milano 1995.
- L'onore degli onesti, Feltrinelli, Milano 1998
- La filosofia in cucina. Piccola critica della ragion culinaria, Il Mulino, Bologna 1999 e 2002  (Tr. ted.. Beck, München 2002 e 20042;  Sp. Herder, Barcelona 2001;  Kor., 2003;  Slov. Studia Humanitatis, Lubiana, 2006,  Gr. Plytropon 2008,  Serb. Geopoetika 2009)
- Il filo del pensiero, Il Mulino, Bologna 2002
- La filosofia delle piccole cose, Novara, Interlinea, 2004  e 20052 (Übers. i. Serb. 2009)
- (con Giuseppe Ferraro)  Agli estremi della filosofia, introduzione di Remo Bodei, Mantova, Tre Lune, 2005
- Il pensiero pendolare, Bologna, il Mulino, 2006
- Il pensiero delle cose, Milano, Apogeo, 2007
- Gola. La passione dell'ingordigia, Bologna, il Mulino, 2008  (Übers. i. Ungar. 2009)
- Le piccole cose di Natale, Novara, Interlinea, 2008
- con Giuseppe Pulina, Asini e filosofi, Novara, Interlinea, 2010
- Partorire con il corpo e con la mente, Torino, Bollati Boringhieri, 2010
- con Duccio Demetrio, Senza figli. Una condizione umana, Milano, Cortina, 2012
- Nuova filosofia delle piccole cose, Novara, Interlinea, 2013
- Un posto al sole. Filosofia di una soap opera, Milano, Mimesis, 2013
- Metafore del silenzio, Milano, Mimesis, 2013
- Gli altri. Inferno o paradiso?, Roccafranca (BS), Massetti Rodella Editori, 2013
- Onestà, Milano, Cortina, 2014
- Manifesto del cibo liscio. Per una nuova filosofia in cucina, Novara, Interlinea, 2015
- (con Anna Longo), Una donna per amico. Dell'amicizia e anche dell'amicizia delle donne, Napoli-Salerno, Orthotes, 2016
- De senectute, Torino, Einaudi, 2018.
- Buio, Bologna, Il Mulino, 2020
- L'era del singolo, Torino, Einaudi, 2021;

### Collaborazioni
- Schleier und Fluss. Überlegungen über das Vergessen, in Michael Buchholz (Hrsg.), Metaphernanalyse, Göttingen, Vandenhoeck & Ruprecht, 1993.
- The House as Metaphor, in Z. Radman (Hrsg.), From a Metaphorical Point of View. A Multidisciplinary Approach to the Cognitive Content of Metaphor, Berlin, De Gruyter, 1995.
- Cultura animi, cultus Dei. Worship as agriculture in Seneca and Saint Augustine, in Ralph Bisschops & René Dirven (eds.), Lover, Sheperd, Father. Metaphor and Religion, Amsterdam, John Benjamins, 1997
- La symbolique et la métaphorique de la souveraineté dans la tradition républicaine: souveraineté du prince et souveraineté des lois', in Actes du Colloque organisé par Gian Mario Cazzaniga et Yves-Charles Zarka, Naissance et affirmation de la souveraineté à l'époque moderne, Paris, FIAP, 2000
- El hilo de tejer y el hilo del piensamento, in Microfisuras, Murcia, 2002
- Inglese T., Mayer R.E., Rigotti F., Using Audiovisual TV Interviews to Create Visible Authors thar Reduce the Learning Gap Between Native and Non-Native Language Speakers, in  Learning and Instruction, 2007, 17.
- Die schwere Entbindung der Entbindungsphilosophie in Familiendynamik. Systemische Praxis und Forschung, 37/1 2012, pp. 34–41.